# Sandra Frauenberger

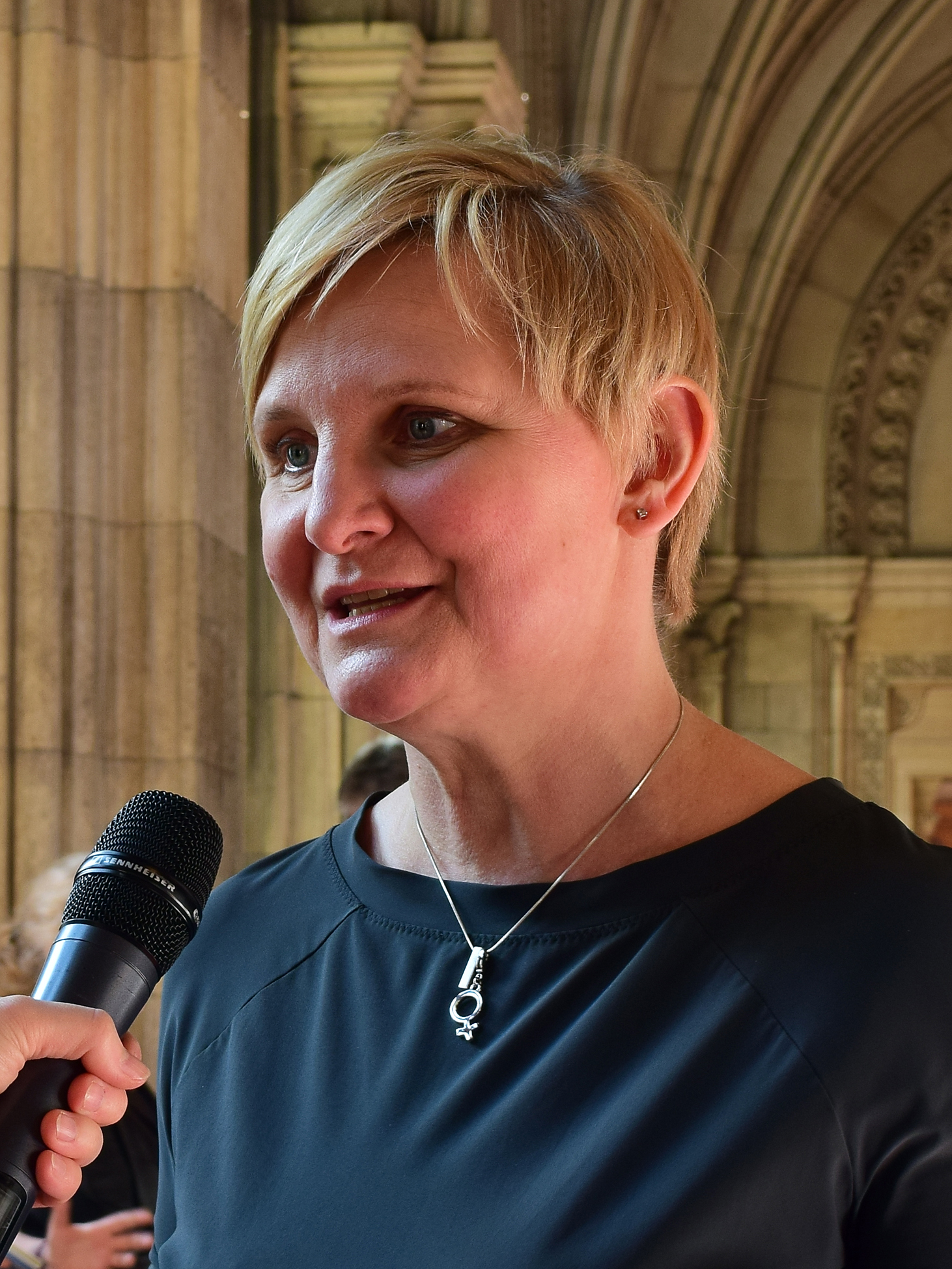
Sandra Frauenberger (2015)

Sandra Frauenberger (* 22. September 1966 in Wien) ist eine österreichische Politikerin. Ab Jänner 2007 war sie amtsführende Wiener Stadträtin für Integration, Frauenfragen, Konsumentenschutz und Personal. Im Jänner 2017 wurde sie amtsführende Wiener Stadträtin für Gesundheit, Soziales und Generationen. In diesem Ressort betreute sie weiterhin die Frauenfragen. Sie gehört der SPÖ und dem Österreichischen Gewerkschaftsbund (ÖGB) an. Am 4. April 2018 gab sie ihren Rücktritt als Stadträtin mit 24. Mai 2018 bekannt.

## Leben
1984 trat Sandra Frauenberger als Angestellte in die Österreichische Länderbank ein, wechselte jedoch schon bald als Büroleiterin in die Jugendabteilung der Gewerkschaft der Privatangestellten (GPA), 1989 wurde sie Jugendreferentin der GPA. 1991–1993 war sie Leiterin des Berufswettbewerbes der kaufmännischen Lehrlinge.
1993 wurde sie GPA-Frauensekretärin, 1999 Leiterin der GPA-Bundesfrauenabteilung. Ab 2004 war sie Mitglied im ÖGB-Bundesvorstand und im GPA-Bundespräsidium. Im Juni 2006 wurde sie Vorstandsvorsitzende des Wiener ArbeitnehmerInnen Förderungs Fonds (waff). Sandra Frauenberger ist verheiratet und hat zwei Söhne.
Im September 2018 wurde bekannt, dass sie mit Februar 2019 Eva Maria Luger als Geschäftsführerin des Dachverbands Wiener Sozialeinrichtungen nachfolgen soll.

## Politische Laufbahn
Seit 1984 ist Sandra Frauenberger Funktionärin in der GPA und in der Fraktion Sozialdemokratischer Gewerkschafter des ÖGB. 1997 wurde sie Mitglied des Bezirksfrauenkomitees SPÖ Margareten, 1998 kooptiertes Mitglied im Wiener Frauenkomitee.
Seit 2001 ist sie Mitglied im Präsidium, Bezirksvorstand und Bezirksausschuss der SPÖ Margareten und gehörte dem Wiener Landtag und Gemeinderat an. Im Jänner 2007 wurde sie in Landesregierung und Stadtsenat Häupl IV als Nachfolgerin von Sonja Wehsely amtsführende Stadträtin für Integration, Frauenfragen, Konsumentenschutz und Personal in Wien. Am 27. Jänner 2017 folgte sie in Landesregierung und Stadtsenat Häupl VI Sonja Wehsely als Gesundheitsstadträtin nach.

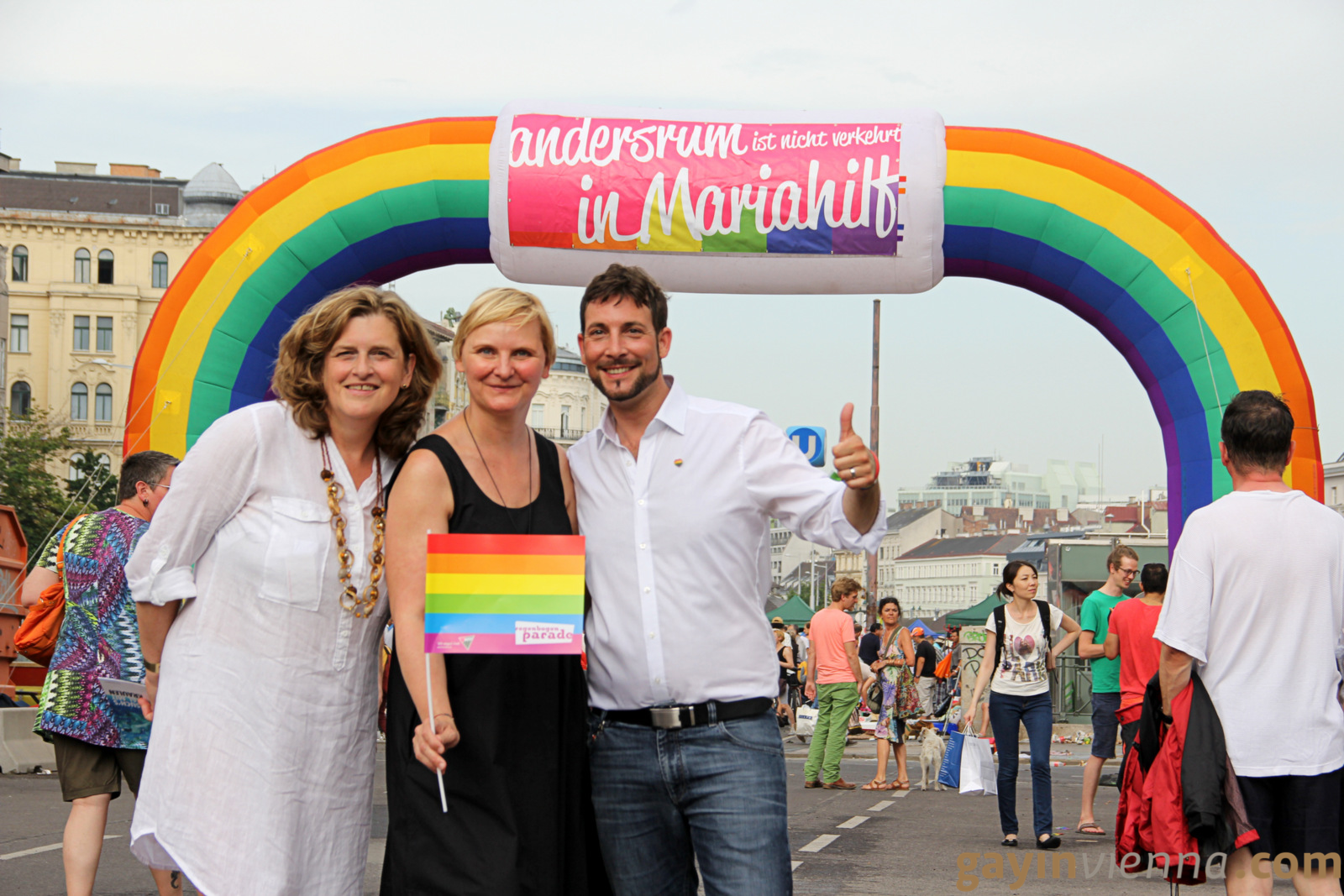
Linke Demo 2015

Frauenbergers Position als Stadträtin galt nach der Wahl Michael Ludwigs zum Nachfolger Michael Häupls als Landesparteiobmann der Wiener SPÖ und Wiener Bürgermeister, bei der sie Andreas Schieder unterstützt hatte, als unsicher. Am 4. April 2018 gab sie ihren Rücktritt für den 24. Mai 2018 bekannt und kündigte an, als Abgeordnete im Wiener Gemeinderat weiterzuarbeiten. Als Gründe nannte sie, dass „keine sachliche, politische Auseinandersetzung“ mehr möglich sei, weil Kritik sich zuletzt immer mehr auf persönlicher Ebene gegen sie richte. Weitere Probleme in ihrem Ressort waren die Verzögerungen bei der Errichtung des Krankenhauses Wien-Nord und Auseinandersetzungen um die Neuorganisation des Wiener Krankenanstaltenverbundes.
Als Gesundheits- und Sozialstadtrat folgte ihr mit 24. Mai 2018 Peter Hacker nach, Frauenberger wurde als Abgeordnete angelobt. Frauenberger rückte für Kathrin Gaál als Abgeordnete zum Wiener Landtag und Mitglied des Wiener Gemeinderates in der 20. Wahlperiode nach. Im Februar 2019 folgte ihr Stephan Auer-Stüger als Landtagsabgeordneter und Gemeinderat nach, nachdem sie ihr Mandat zurücklegte.

## Auszeichnungen
- 2023: Großes Goldenes Ehrenzeichen für Verdienste um das Land Wien[7]